# Travneve, Melitopol
Travneve (în ucraineană Травневе, în germană Altonau) este un sat în comuna Svitlodolînske din raionul Melitopol, regiunea Zaporijjea, Ucraina. Satul a fost locuit de germanii pontici.   

## Demografie
Componența lingvistică a localității Travneve
     Ucraineană (52,69%)
     Rusă (37,1%)
     Alte limbi (10,21%)
Conform recensământului din 2001, majoritatea populației localității Travneve era vorbitoare de ucraineană (52,69%), existând în minoritate și vorbitori de rusă (37,1%).